# Consumentenprijs

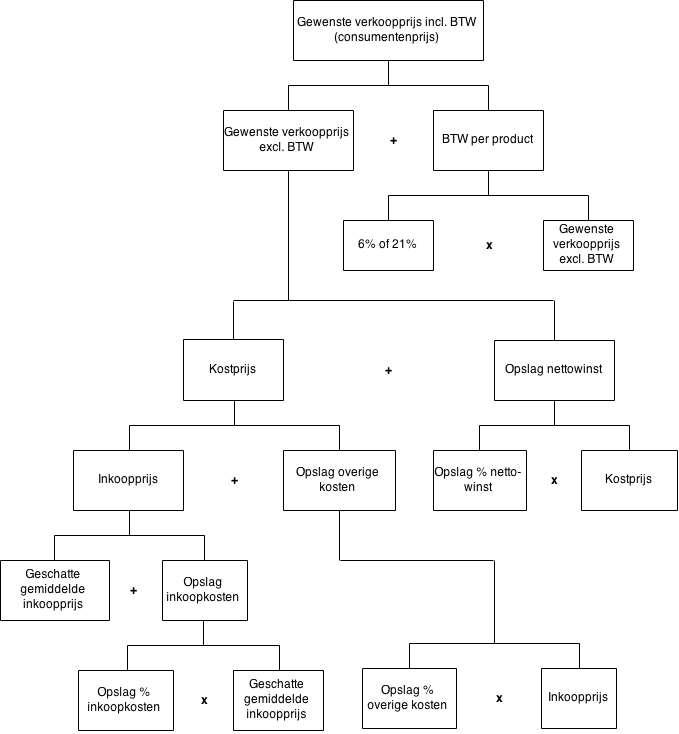
Een uitgebreid schema voor de (uiteindelijke) berekening van de consumentenprijs.

De consumentenprijs is de prijs die de consument betaalt inclusief toeslagen en belastingen, zoals btw. Simpelweg wordt de consumentenprijs berekend door de verkoopprijs te nemen exclusief btw en daar de btw (per product) bij op te tellen. De (gewenste) verkoopprijs (exclusief btw) wordt op zijn beurt weer berekend door de kostprijs te verhogen met de gewenste nettowinstopslag, enzovoort (zie schema).